# 希爾斯伯勒 (馬里蘭州)
希爾斯伯勒（英語：Hillsboro）是一個位於美國馬里蘭州加羅林縣的市鎮。

## 人口
根據2020年美國人口普查的數據，希爾斯伯勒的面積為0.35平方千米，皆為陸地。當地共有人口128人，而人口密度為每平方千米366人。